# 松葉祥一
松葉 祥一（まつば しょういち、1955年 -　）は、日本の哲学研究者、前神戸市看護大学教授。同志社大学文学部嘱託講師。専攻はフランス哲学。教育・研究テーマは現象学（メルロ＝ポンティ）の研究、政治・社会哲学、生命・医療倫理学。

## 来歴
大阪府生まれ。1979年同志社大学文学部哲学・倫理学専攻卒業、1983年同大学院博士課程単位取得退学。1987年12月パリ第8大学大学院博士課程単位取得退学。1997年神戸市看護大学助教授、2001年～2017年教授。

## 著書
- 『ナースのための実践論文講座』（人文書院） 2008
- 『哲学的なものと政治的なもの - 開かれた現象学のために』（青土社） 2010

### 共著
- 『哲学者たちは授業中』（入江幸男, 入不二基義, 大島保彦, 上野修共著、ナカニシヤ出版） 1997

### 共編著
- Immersing in the concrete: Maurice Merleau-Ponty in the Japanese perspective, edited with Anna-Teresa Tymieniecka, Kluwer Academic Publishers, 1998.
- 『系統看護学講座 別巻[13] 看護倫理』（著者代表、石原逸子ほか、医学書院） 2014
- 『現象学的看護研究 理論と分析の実際』（西村ユミ共編集、医学書院） 2014

## 翻訳
- 『私のなかまに手を出すな - フランスの"SOS人種差別"運動』（アルレム・デジール、第三書館） 1993
- 『娘に語る人種差別』（タハール・ベン＝ジェルーン、青土社） 1998、のち新装版） 2007
- 『市民権の哲学 - 民主主義における文化と政治』（エティエンヌ・バリバール、青土社） 2000
- 『友愛のポリティックス』（ジャック・デリダ、みすず書房） 2003
- 『アメリカ帝国の基礎知識』（ATTACフランス編、作品社） 2004
- 『不和あるいは了解なき了解 - 政治の哲学は可能か』（ジャック・ランシエール、インスクリプト） 2005
- 『他者の狂気 - 臨床民族精神医学試論』（トビ・ナタン、みすず書房） 2005
- 『触覚 - ジャン=リュック・ナンシーに触れる』（ジャック・デリダ、青土社） 2006
- 『ハンナ・アーレント - 「生」は一つのナラティヴである』（ジュリア・クリステヴァ、作品社） 2006
- 『ヨーロッパ市民とは誰か - 境界・国家・民衆』（エティエンヌ・バリバール、平凡社） 2007
- 『民主主義への憎悪』（ジャック・ランシエール、インスクリプト） 2008
- 『スティル・ライヴズ 脊髄損傷と共に生きる人々の物語』（ジョナサン・コール、河野哲也共監訳、稲原美苗, 齋藤瞳, 谷口純子, 宮原克典, 宮原優訳、法政大学出版局） 2013
- 『メラニー・クライン 苦痛と創造性の母親殺し』（ジュリア・クリステヴァ、井形美代子, 植本雅治共訳、作品社） 2013
- 『なぜ哲学するのか?』（ジャン・フランソワ・リオタール、法政大学出版局、叢書・ウニベルシタス） 2014